# Asura carnea
Asura carnea là một loài bướm đêm thuộc phân họ Arctiinae, họ Erebidae.